# Wendelring

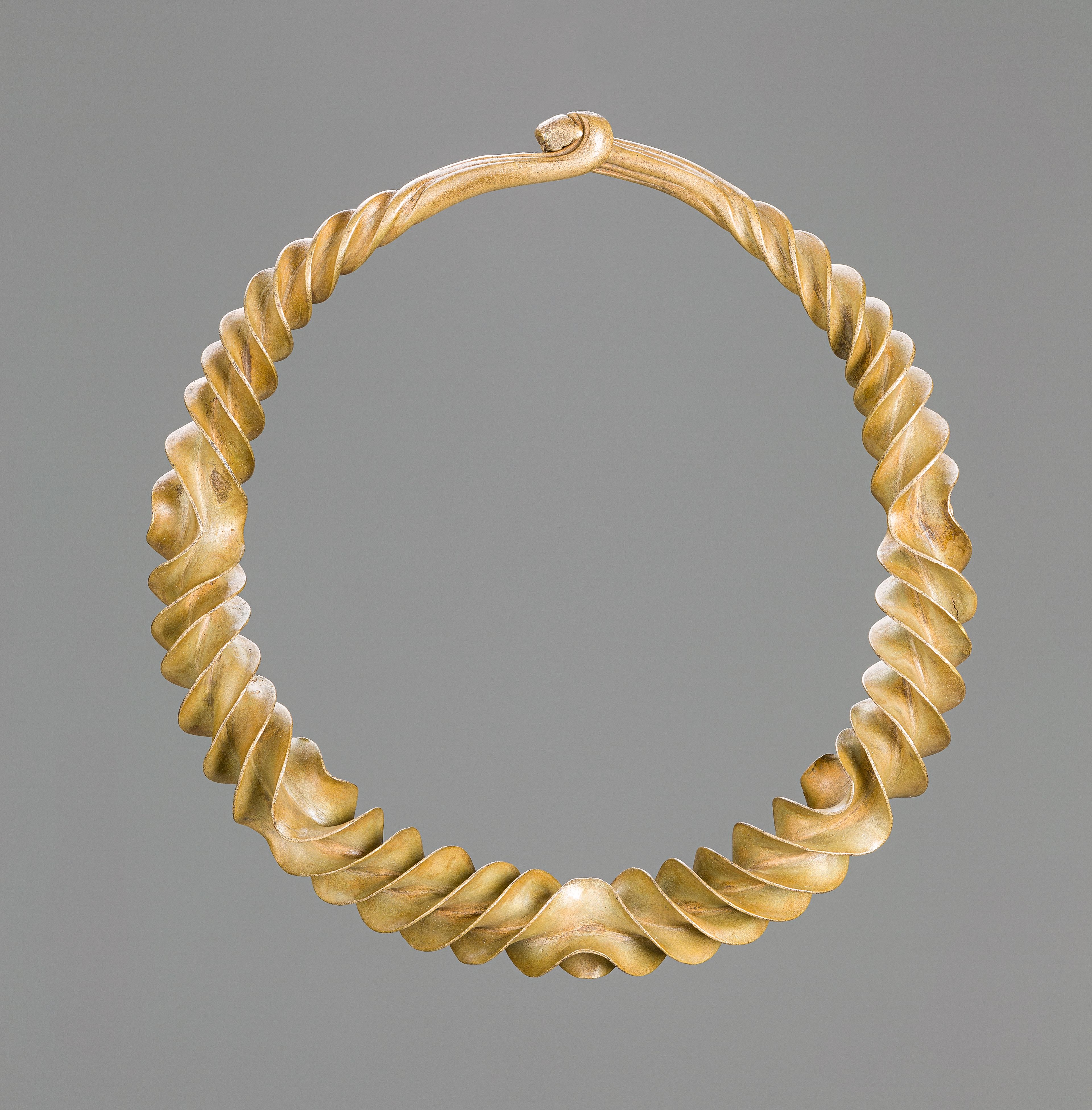
Wendelring von Kindstrup Mose, Dänemark

Der Wendelring (auch Wendelhalsring) war in Nord- und Mitteleuropa seit der Eisenzeit als Halsschmuck für Frauen in Gebrauch. Er ist seit 2700 Jahren als Schmuck bekannt und wird seit 1883 so bezeichnet. Grabungen bei Halle-Trotha und Nebra brachten eisenzeitliche Wendelringe aus Bronze zutage.

## Beschreibung

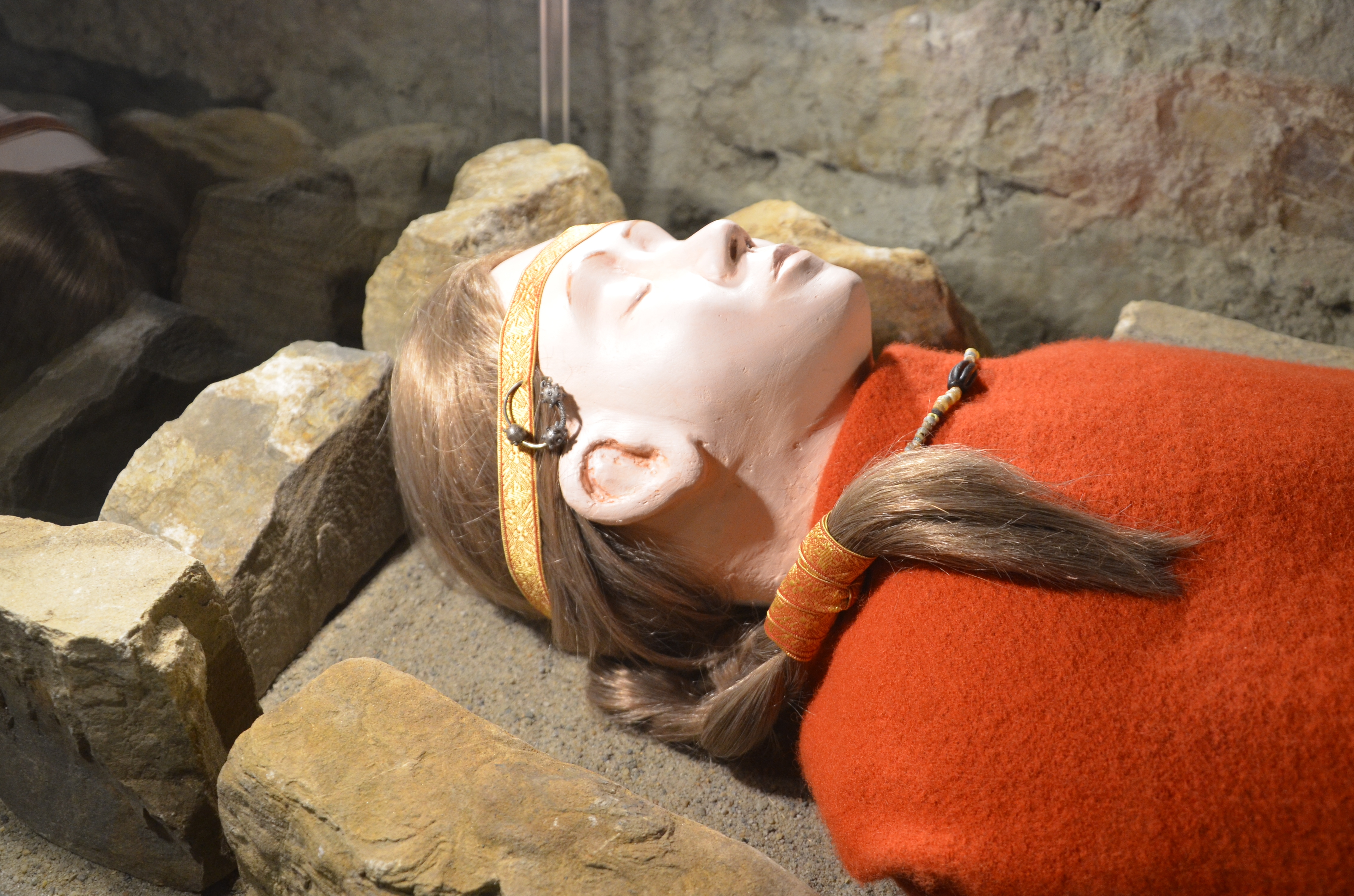
Schläfenringe am Stirnband beim Mädchen-Grab mit Steinsetzung, 12. Jahrhundert, Trepcza-Sanok am San, Ost-Beskiden

Wendelringe sind aus unterschiedlichen Epochen und in unterschiedlichen Gebieten gefunden worden. Während der Hallstattzeit, z. B. in Oberhausen bei Kirn, waren es häufige Grabbeigaben. Bekannter ist der Ring aus Erdbach (Landesmuseum Wiesbaden). Ein weiterer Fundort liegt in der Westprignitz im Königsgrab von Seddin.
Der Wendelring wurde um den Hals getragen. Besonders die begüterten Frauen trugen ihn in der Tracht der Hunsrück-Eifel-Kultur. Dazu trug die Frau Schläfenringe am Stirnband und Armreife. Die Untersuchungen von A. Pietzsch führten 1964 zum Durchbruch bei der Frage der Herstellung. Die eigentümliche Verzierung besteht aus der Torsion eines profilierten vierkantigen Ringstabes als Ausgangsform. Der Großteil der Ringe wurde kalt gedreht, wobei der Materialermüdung durch Hämmern und Glühen entgegengewirkt wurde. Ein- oder mehrmalig über den Ring verteilt wird die Drehrichtung geändert. Die Anzahl der so genannten Wendestellen schwankt zwischen einer und etwa 20 und steht im Zusammenhang mit der Herstellung, dem regionalen Stil und der chronologischen Stellung der Ringe. Vom Rohling bis zur endgültigen Fertigstellung benötigte man je nachdem 20 bis 60 Stunden. Der Wendelring zeugt von der Kunstfertigkeit und dem Erfindungsreichtum der damaligen Bronzekunst. Im Querschnitt zeigen sich ein kreuzförmiges Profil, das wechselweise verdreht ist.
Es gab auch »unechte« Wendelringe, bei denen die Verdrehung entweder beim Guss gewonnen oder durch tiefe Einkerbung oder Gravierung in einen rundstabigen Ring nachgeahmt wurde. Diese unechten Wendelringe wurden 1915 beschrieben. Vielleicht gelangten Bronzehandwerker, die die schwierige Herstellungstechnik der »echten« Ringe nicht beherrschten, zu dieser Lösung. Deutlicher Abrieb an manchen Ringen spricht dafür, dass sie ständig getragen wurden. Reparaturstellen zeigen die große Bruchanfälligkeit.

## Wappen mit Wendelring
Verschiedene Ortschaften haben einen Wendelring im Wappen, z. B. Bonefeld, Hecken im Hunsrück, Meissenheim und Oberhausen bei Kirn. In der Heraldik spricht man hier von einer gemeinen Figur.

Wappen der Hunsrückgemeinde Hecken mit Wendelring
Ober Kostenz
Bonefeld
Meißenheim
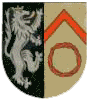
Oberhausen bei Kirn

## Trivia
Im Asterix-Band Die Tochter des Vercingetorix ist ein Wendelring ein tragender Gegenstand der Rahmenhandlung (Cäsar will Adrenalines Wendelring – als Symbol des gallischen Widerstands – und das Mädchen selbst in seine Gewalt bringen, wobei ihm ein abtrünniger gallischer Kundschafter als Spion behilflich ist). Der Wendelring wird auf Seite 6 erstmals als „Halsreif für verdiente Krieger“ gezeigt und erscheint im letzten Bild des Comics auf dem Grund des Meeres. 